# Irisbus Evadys
L'Irisbus Evadys è un autobus prodotto dal 2005 al 2013.

## Progetto
L'Evadys nasce nei primi anni Duemila per sostituire l'Irisbus Iliade, a sua volta derivato dal Renault FR1 risalente alla prima metà degli anni '80 e dunque abbastanza obsoleto. Si tratta di un mezzo progettato sia per l'impiego su servizi interurbani/intercity di fascia alta, sia sui servizi di noleggio di fascia media. A tal proposito ne sono state realizzate due versioni, H e HD, ciascuna dedicata ad una tipologia di servizio.
La produzione avveniva degli stabilimenti di Annonay e Vysoké Myto. Nel 2013 l'Evadys è uscito di produzione, senza essere sostituito da alcun modello; solo nel 2016 è stato presentato il nuovo Evadys a marchio Iveco, che però è basato sull'Iveco Crossway.

## Tecnica
L'Evadys è equipaggiato con il motore Cursor 8, erogante 310 o 352 cavalli e rispondente alla normativa Euro 4 (successivamente adattato alle norme EEV con le versioni da 330 e 380 cavalli). Solo per la versione HD era disponibile il Cursor 10 da 450 cavalli. La trasmissione è manuale (ZF 6S a 6 marce) o automatica (ZF AS-Tronic da 12 marce).
Sono disponibili come optional il sollevatore per carrozzine (per la versione H) e la cuccetta per il conducente (per la versione HD). Esteticamente riprende vari stilemi dall'Arway e dall'Ares; rispetto a questi ultimi possiede una linea più filante e meno spigolosa.

## Versioni
Ecco un riepilogo delle versioni prodotte:

### Evadys H
- Lunghezza: 11,9 - 12,7 metri
- Allestimento: Interurbano
- Produzione: dal 2007 al 2013

### Evadys HD

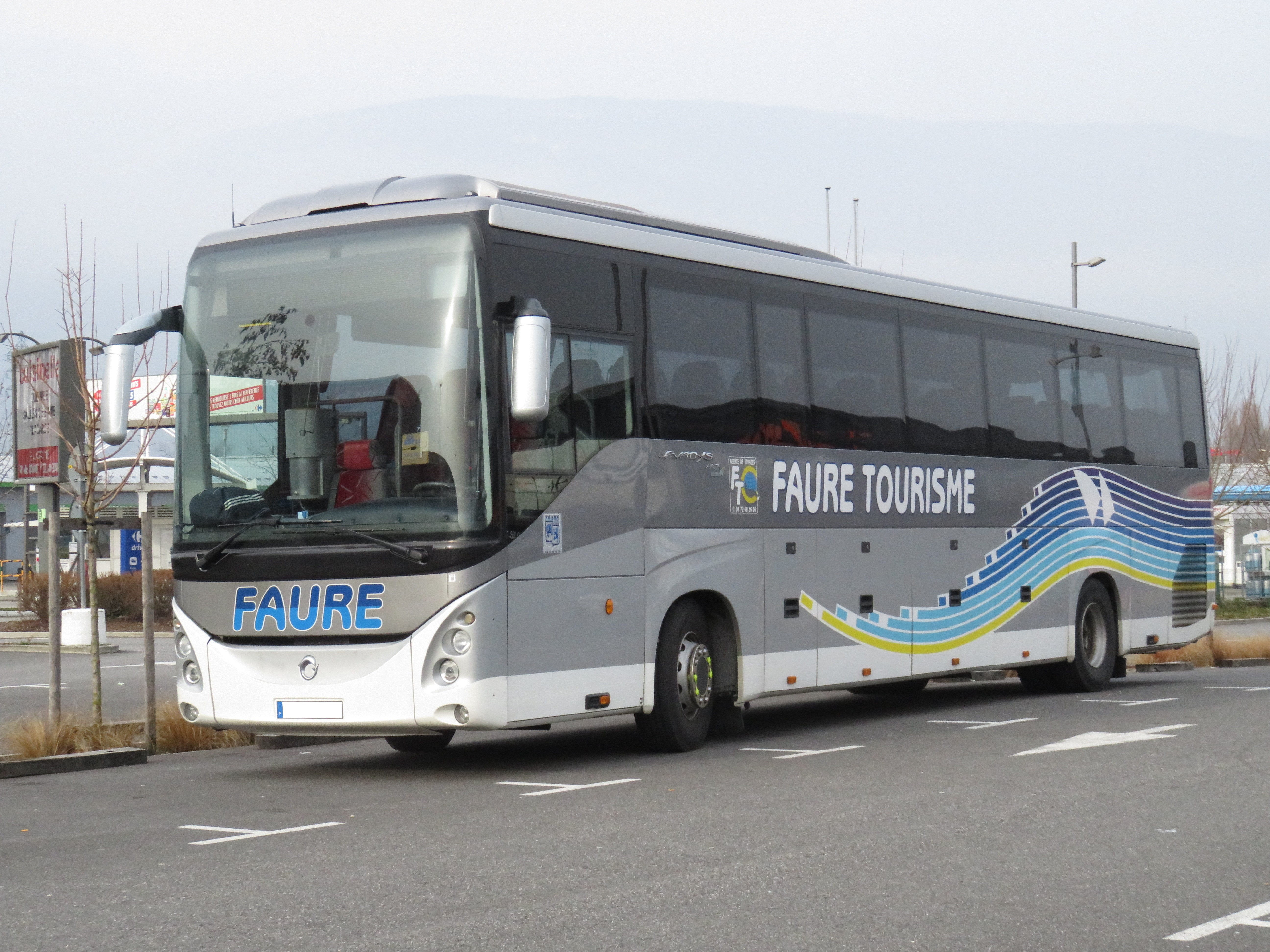
Irisbus Evadys HD 12

- Lunghezza: 11,9 - 12,7 metri
- Allestimento: Gran Turismo
- Produzione: dal 2005 al 2013

## Diffusione
Grazie alla sua versatilità, l'Evadys ha avuto un buon successo in Europa. In Italia sono varie le aziende che impiegano questo modello su servizi di linea e NCC, tra cui SADEM Torino, TIEMME Siena, CLP Napoli ed altre minori.